# Velário

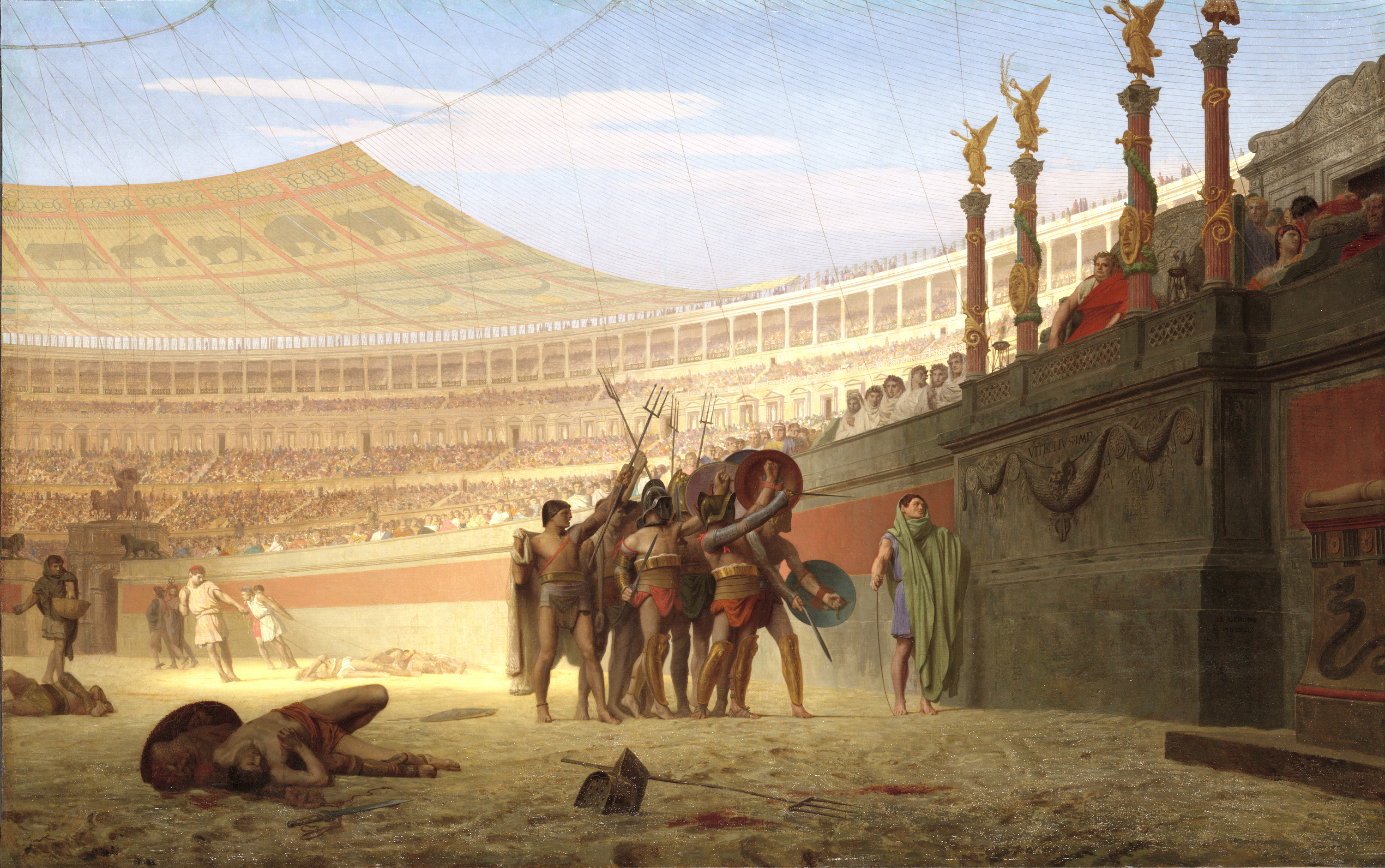
O velário é visivel ao fundo na pintura de Jean-Léon Gérôme, Ave Caesar Morituri te Salutant

Velário (em latim: Velarium; "cortina") foi um tipo de toldo utilizado pelos romanos. Esticado sobre o cavea, a área destinada à plateia de um anfiteatro ou teatro, o velário tinha a função de proteger os espectadores das intempéries naturais assim como da luz solar.
O velário que cobria o Coliseu de Roma proporcionava sombra e abrigo de aguaceiros, apesar do seu uso ser principalmente para criar uma corrente de ventilação, para a circulação de uma brisa fresca e agradável aos espectadores.